# Élections législatives de 1978 dans la Haute-Vienne
Les élections législatives françaises de 1978 se déroulent les 12 et 19 mars 1978. Dans le département de la Haute-Vienne, trois députés sont à élire dans le cadre de trois circonscriptions.

## Élus
| Circonscription | Député sortant  | Parti  | Parti  | Député élu ou réélu | Parti | Parti |
| --------------- | --------------- | ------ | ------ | ------------------- | ----- | ----- |
| 1re             | Hélène Constans |        | PCF    | Hélène Constans     |       | PCF   |
| 2e              | Marcel Rigout   |        | PCF    | Marcel Rigout       |       | PCF   |
| 3e              | Vacant          | Vacant | Vacant | Jacques Jouve       |       | PCF   |

## Résultats

### Résultats à l'échelle du département
| Parti          | Parti                              | Premier tour | Premier tour | Second tour | Second tour | Sièges |
| Parti          | Parti                              | Voix         | %            | Voix        | %           | Sièges |
| -------------- | ---------------------------------- | ------------ | ------------ | ----------- | ----------- | ------ |
|                | Parti communiste français          | 71 803       | 33,79        | 120 543     | 56,83       | 3      |
|                | Parti socialiste                   | 56 674       | 26,67        | Retrait     | Retrait     | 0      |
|                | Union de la gauche                 | 128 477      | 60,46        | 120 543     | 56,83       | 3      |
|                |                                    |              |              |             |             |        |
|                | Rassemblement pour la République   | 41 852       | 19,70        | 91 557      | 43,17       | 0      |
|                | Union pour la démocratie française | 32 733       | 15,40        | Retrait     | Retrait     | 0      |
|                | Majorité présidentielle            | 74 585       | 35,10        | 91 557      | 43,17       | 0      |
|                |                                    |              |              |             |             |        |
|                | Extrême gauche (LO)                | 4 644        | 2,19         |             |             | 0      |
|                | Parti socialiste unifié            | 3 987        | 1,88         | 0           |             |        |
|                | Gaullistes d'opposition            | 590          | 0,28         | 0           |             |        |
|                | Extrême droite                     | 217          | 0,10         | 0           |             |        |
|                |                                    |              |              |             |             |        |
| Inscrits       | Inscrits                           | 257 450      | 100,00       | 257 437     | 100,00      | 3      |
| Abstentions    | Abstentions                        | 38 847       | 15,09        | 35 607      | 13,83       |        |
| Votants        | Votants                            | 218 603      | 84,91        | 221 830     | 86,17       |        |
| Blancs et nuls | Blancs et nuls                     | 6 103        | 2,79         | 9 730       | 4,39        |        |
| Exprimés       | Exprimés                           | 212 500      | 97,21        | 212 100     | 95,61       |        |

### Résultats par circonscription

#### Première circonscription (Limoges - Saint-Léonard-de-Noblat)
| Candidat       | Candidat                        | Parti          | Premier tour | Premier tour | Second tour | Second tour |  |
| Candidat       | Candidat                        | Parti          | Voix         | %            | Voix        | %           |  |
| -------------- | ------------------------------- | -------------- | ------------ | ------------ | ----------- | ----------- |  |
|                | Hélène Constans sortante réélue | PCF            | 23 584       | 34,17        | 39 433      | 58,11       |  |
|                | Alain Rodet                     | PS             | 19 154       | 27,75        | Retrait     | Retrait     |  |
|                | Pierre Baillot d'Estivaux       | RPR            | 12 886       | 18,67        | 28 424      | 41,89       |  |
|                | Jean-Pierre Garnerie            | UDF            | 9 155        | 13,26        |             |             |  |
|                | Michel Sinibaldi                | PSU (FA)       | 2 228        | 3,23         |             |             |  |
|                | Jean Malavaud                   | LO             | 1 208        | 1,75         |             |             |  |
|                | Louis Monguilan                 | UGP            | 590          | 0,85         |             |             |  |
|                | Jean-Philippe Pénicaud          | Extrême droite | 217          | 0,31         |             |             |  |
|                |                                 |                |              |              |             |             |  |
| Inscrits       | Inscrits                        | Inscrits       | 83 516       | 100,00       | 83 515      | 100,00      |  |
| Abstentions    | Abstentions                     | Abstentions    | 12 573       | 15,05        | 12 100      | 14,49       |  |
| Votants        | Votants                         | Votants        | 70 943       | 84,95        | 71 415      | 85,51       |  |
| Blancs et nuls | Blancs et nuls                  | Blancs et nuls | 1 921        | 2,71         | 3 558       | 4,98        |  |
| Exprimés       | Exprimés                        | Exprimés       | 69 022       | 97,29        | 67 857      | 95,02       |  |

#### Deuxième circonscription (Saint-Junien)
| Candidat       | Candidat                    | Parti          | Premier tour | Premier tour | Second tour | Second tour |  |
| Candidat       | Candidat                    | Parti          | Voix         | %            | Voix        | %           |  |
| -------------- | --------------------------- | -------------- | ------------ | ------------ | ----------- | ----------- |  |
|                | Marcel Rigout sortant réélu | PCF            | 23 239       | 39,44        | 33 554      | 56,64       |  |
|                | Pierre Rabaud               | PS             | 13 732       | 23,31        | Retrait     | Retrait     |  |
|                | Claude Madoumier            | RPR            | 12 583       | 21,36        | 25 687      | 43,36       |  |
|                | Claude Thuillier            | UDF (CDS)      | 7 877        | 13,37        |             |             |  |
|                | Claudine Roussie            | LO             | 1 192        | 2,02         |             |             |  |
|                | Emmanuel Raulin             | UOPDP          | 293          | 0,5          |             |             |  |
|                |                             |                |              |              |             |             |  |
| Inscrits       | Inscrits                    | Inscrits       | 70 411       | 100,00       | 70 408      | 100,00      |  |
| Abstentions    | Abstentions                 | Abstentions    | 9 737        | 13,83        | 8 929       | 12,68       |  |
| Votants        | Votants                     | Votants        | 60 674       | 86,17        | 61 479      | 87,32       |  |
| Blancs et nuls | Blancs et nuls              | Blancs et nuls | 1 758        | 2,9          | 2 238       | 3,64        |  |
| Exprimés       | Exprimés                    | Exprimés       | 58 916       | 97,1         | 59 241      | 96,36       |  |

#### Troisième circonscription (Limoges - Bellac)
| Candidat       | Candidat          | Parti          | Premier tour | Premier tour | Second tour | Second tour |  |
| Candidat       | Candidat          | Parti          | Voix         | %            | Voix        | %           |  |
| -------------- | ----------------- | -------------- | ------------ | ------------ | ----------- | ----------- |  |
|                | Jacques Jouve élu | PCF            | 24 980       | 29,54        | 47 556      | 55,95       |  |
|                | Marcel Mocœur     | PS             | 23 788       | 28,13        | Retrait     | Retrait     |  |
|                | Paul Petit        | RPR            | 16 383       | 19,37        | 37 446      | 44,05       |  |
|                | Henri Pouret      | UDF (Rad)      | 15 701       | 18,57        | Retrait     | Retrait     |  |
|                | Marie Celer       | PSU (FA)       | 1 759        | 2,08         |             |             |  |
|                | Martial Hernandez | LO             | 1 441        | 1,7          |             |             |  |
|                | Christian Hubert  | UOPDP          | 510          | 0,6          |             |             |  |
|                |                   |                |              |              |             |             |  |
| Inscrits       | Inscrits          | Inscrits       | 103 523      | 100,00       | 103 514     | 100,00      |  |
| Abstentions    | Abstentions       | Abstentions    | 16 537       | 15,97        | 14 578      | 14,08       |  |
| Votants        | Votants           | Votants        | 86 986       | 84,03        | 88 936      | 85,92       |  |
| Blancs et nuls | Blancs et nuls    | Blancs et nuls | 2 424        | 2,79         | 3 934       | 4,42        |  |
| Exprimés       | Exprimés          | Exprimés       | 84 562       | 97,21        | 85 002      | 95,58       |  |